# Sergi Rodríguez López-Ros
Sergi Rodríguez López-Ros (Barcelona, 1970) es un académico español, miembro del Servicio Exterior, actualmente vicerrector de la Universidad Abat Oliba CEU de Barcelona.

## Formación
Sergi Rodríguez López-Ros nació el 21 de noviembre de 1970 en Barcelona. Se formó en el Colegio Salesiano de Sarrià, fundado en 1882. Posteriormente se graduó en Comunicació en la Universitat Autònoma de Barcelona y realizó un curso especializado en la Universidad Internacional Menéndez Pelayo. Finalmente completó su formación en la London School of Economics and Political Science y el Massachusetts Institute of Technology.
Tras completar su formación doctoral con Román Gubern, alcanzó el grado de doctor "cum laude" en la Universidad Ramon Llull, con un tribunal presidido por el epistemólogo y axiólogo Arturo Juncosa, especialista en Karl Mannheim, quien le propuso al Premio Extraordinario de Doctorado.
Tras realizar el servicio militar en el Regimiento Arapiles y en el Estado Mayor de la Región Militar Pirenaico Oriental, con Diploma de Honor, realizó un período de prácticas en el Comité Organizador de los Juegos Olímpicos de Barcelona 1992, trabajó en Betevé, puso en marcha la ACN, formó parte del departamento de comunicación del Instituto Municipal de Educación del Ayuntamiento de Barcelona y fue director de comunicación del Arzobispado de Barcelona.

## Trayectoria profesional
En el Servicio Exterior español ha estado destinado en las embajadas españolas en Italia, San Marino, Albania y Malta, además de director de dos centros del Instituto Cervantes (coordinador temporal de otro) y vicecónsul de España en Milán. También ha sido coordinador de la Casa para una Ciudad del Conocimiento en el Ayuntamiento de Barcelona.
Paralelamennte ha sido consultor de los organismos europeos EACEA, TAIEX y REA, además de miembro de investigaciones del Consejo Europeo y del Parlamento Europeo. Participó en uno de los informes de viabilidad de la FRA y en los foros de la Santa Sede, el Oficina de Consejeros de Política Europea, el Aspen Institute, COMECE, el Club de Roma y OMAEC (Organización Mundial de los Antiguos Alumnos de Educación Católica).
Ha dictado conferencias y presentado ponencias, entre otras, en la Universidad Internacional de Cataluña (Barcelona), Universidad Politécnica de Cataluña (Barcelona), la Universidad Católica de Lovaina (Bruselas), la Universidad de Roma "La Sapienza" (Roma), la Universidad de Catania (Bari), la Universidad Central Europea (Budapest), la Pázmány Péter Katolikus Egyetem (Budapest) y la Universidad Mohamed V (Rabat), así como en Casa Asia, la Sociedad Dante Alighieri (Roma) o el Foro Universal de las Culturas organizado por la Unesco en 1994.
Rodríguez fue el artífice de los acuerdos bilaterales del Instituto Cervantes entre España y la Santa Sede, Italia, San Marino y la Soberana Orden de Malta, así como de la apertura de un centro español en Albania.
En el 2000 colaboró en la búsqueda de gitanos españoles que pudieran ser compensados por el Consejo Bancario Suizo por haber sido trabajados forzosos en empresas durante el nazismo y en la protección de las familias gitanas de Kosovo que se habían refugiado en la frontera griega. También contribuyó al traslado de España a los Países Bajos del bastón de mando de Guillermo de Orange.
Rodríguez es también embajador-colaborador de la Fundación Rei Afonso Henriques de cooperación pública España-Portugal y miembro del Consejo Consultivo Internacional de Fomento del Trabajo Nacional (CEOE), la Comisión Permanente de la Red Vives de Universidades, el Consejo Consultivo de la Fundación Pere Closa y el Comitè Científico de la revista pública Mediterráneo, realizando conferencias en diversas universidades
También ha participado en algunas investigaciones, tanto en instituciones públicas como privadas de toda Europa, en particular sobre diálogo intercultural, como el Consejo del Audiovisual de Cataluña y ha formado parte del GRIC (Groupe de Recherche Islamo-Chretien, con sede en París). En este sentido, ha participado en el diseño de políticas de inclusión en la Unión Europea y en la implicación de las minorías en las sociedades mayoritarias europeas. De hecho, es uno de los principales expertos en el pueblo gitano en Europa.
Rodríguez también está considerado un experto en diplomacia cultural, diplomacia corporativa, procesos multilaterales, asuntos mediterráneos, ética e inteligencia artificial, así como inversiones éticas, trazabilidad, gobernanza, transparencia y sostenibilidad.

## Libros publicados
Es académico correspondiente de la Real Academia de la Historia y académico extranjero de la Accademia delle Scienze di Bologna, ingresando en la misma sesión que Jürgen Habermas y Anthony Giddens.
Es autor de diversas obras de ensayo, análisis e historia. Entre las últimas destacan Historia de Villa Bennicelli-Frontoni (Sílex, 2022)
Carlo Gastini. El poeta de Valdocco (CCS, 2021), un capítulo en Pandemia y resiliencia (Tirant lo Blanc, 2020) y algunas entradas del diccionario de relaciones bilaterales Vislumbres (Ministerio de Asuntos Exteriores, Unión Europea y Cooperación, 2021).
Entre sus últimos artículos científicos destacan Narraciones en torno a la Inteligencia Artificial. En 2015 participó en la edición políglota de El Quijote publicada por el Ayuntamiento de El Toboso en el IV centenario de su segunda parte.
Escribe regularmente artículos sobre geopolítica, geoeconomía y geotecnología en el periódico La Vanguardia, tercer periódico más vendido en España y líder de la prensa digital española, y en el digital The Diplomat.

## Compromiso social
En paralelo a su actividad académica y profesional está comprometido desde 1994 con la mejora de las condiciones de vida de la población gitana en Europa, siendo dintinguido con la Orden Civil de la Solidaridad Social.
Ha sido director del Secretariado Gitano de Barcelona, adjunto a la presidencia de Unión Romaní, secretario general del Instituto Gitano de Asuntos Sociales y Culturales, y colaborador de las federaciones de asociaciones gitanas de Cataluña y de Extremadura, y de Comunicación para la Cooperación. También ha colaborado en la puesta en marcha de la Asociación de Jóvenes Gitanos de Cataluña y la Red Europea de la Juventud Gitana. Puntualmente ha colaborado también con la Fundación Secretariado Gitano, Oxfam Intermón, Amnistía Internacional y Greenpeace. También ha sido secretario del Consejo General del Arzobispado de Barcelona y ha colaborado con el Pontificio Consejo para la Pastoral de los Emigrantes e Itinerantes de la Santa Sede.

## Hitos de investigación
Entre sus hitos de investigación destacan la formulación de la definición de identidad gitana, la localización de cuatro documentos inéditos y la tumba (1484) del tratadista renacentista Joan Margarit, la localización de la antigua Judería de Alcañices (1484-1719), la localización de las cadenas arrebatadas por Carlos V en la Jornada de Túnez (1535), la localización del bastón de mando de Willem van Oranje (1574), del libro Cartas para el ejercicio de la oración mental (1676) de Miguel de Molinos decomisado por la Inquisición, el proceso inédito contra la Orden Constantiniana en Sevilla (1708-1711), la decodificación de la regalía del Retrato del Infante Don Carlos (1731) del Palacio Real de La Granja, la primera biografía del militar antinapoleónico Pablo Muñoz de la Morena (1769-1848), la primera biografía del fundador del asociacionismo obrero católico Carlo Gastini (1833-1902),la primera biografía de Ángel Rodríguez de Prada, único español director del Observatorio Vaticano (1859-1935), el descubrimiento del hermanamiento entre los regimientos The Royal Lancers británico y Arapiles español (1908) y de la tumba de la poeta vanguardista Margarita Ferreras (1964), así como la primera recopilación de medidas europeas antirracistas contra el pueblo gitano (1997), el estudio de viabilidad para la creación del European Monitoring Centre on Racism and Xenophobia (1996), la localización de gitanos en España para ser compensados por la Swiss Bankers Association por haber sido empleados por la fuerza por empresas durante el nazismo (2000), la apertura del primer centro de docencia del español en Albania (2012), la organización del primer ciclo académico sobre los vínculos de España y la Soberana Orden de Malta (2013) y la firma de los primeros acuerdos de Estado en materia académica entre España y el Vaticano (2014).